# 裴殷年
裴殷年（越南语：／；1833年—1895年），本名裴文禩（越南语：／），字殷年，後以字行，號遜庵（越南语：／），又號輶軒（越南语：／），又號海農（越南语：／），又號珠江（越南语：／），越南阮朝官員，成泰年間擔任輔政大臣。

## 生平
裴殷年是河內省里仁府金榜縣扶淡總珠球社（今屬河南省府里市）人，明命十四年（1833年）出生。嗣德八年（1855年），考中舉人。嗣德十八年（1865年），會試中格，考中殿試副榜。後任副都御史。嗣德二十九年（1876年），以參辦內閣事務身份充當如清正使，奉命出使清朝。成泰初年，署協辦大學士，任吏部尚書充機密院大臣。成泰二年（1890年）正月，實授協辦大學士，領吏部尚書，充機密院大臣，兼充國史館副總裁，並充任第五輔政大臣。同年十月，阮朝朝廷恩賜裴殷年為嗣德十八年乙丑科第三甲同進士出身，補發冠服品項。成泰四年（1892年）正月，兼領國子監。同年四月，改充任成泰帝輔導大臣。成泰五年（1893年）二月，擔任工部尚書。成泰七年（1895年）八月，裴殷年去世。

## 著作
裴殷年著作頗豐。著有《萬里行吟》、《中州酬应集》、《雉舟酬唱集》、《燕轺万里集》、《燕槎詩草》、《遜庵詩抄》、《輶軒叢筆》、《輶軒詩草》等。

## 家庭
裴殷年有子舉人裴向立（字懦齋）和裴向誠（字幾善）。
裴殷年是副榜裴文桂的堂兄。